# Journal of Catalysis
Journal of Catalysis (abrégé en J. Cat.) est une revue scientifique à comité de lecture qui publie des articles concernant le domaine de la catalyse homogène et hétérogène.
D'après le Journal Citation Reports, le facteur d'impact de ce journal était de 6,921 en 2014. L'actuel directeur de publication est E. Iglesia (Université de Californie à Berkeley, États-Unis).